# Rumer Willis
Rumer Willis, född 16 augusti 1988 i Paducah i Kentucky i USA, är en amerikansk skådespelare. Hon är dotter till Demi Moore och Bruce Willis och gjorde skådespelardebut som femåring.

## Filmografi
- 1995 – Now and Then
- 1996 – Striptease
- 2000 – Oss torpeder emellan
- 2005 – Gisslan
- 2008 – From Within
- 2008 – The House Bunny
- 2008 – Streak
- 2008 – Whore
- 2009 – Wild Cherry
- 2009 – Sorority Row

## TV-program
- 2009 – 90210

2020 -  911 (Säsong 3 Avsnitt 18) 